# 1946 en rugby à XV
Chronologie du rugby à XV
1945 en rugby à XV - 1946 en rugby à XV - 1947 en rugby à XV
Les faits marquants de l'année 1946 en rugby à XV

## Événements

### Janvier
| No | Date            | Lieu                   | Match            | Score | Compétition |
| -- | --------------- | ---------------------- | ---------------- | ----- | ----------- |
|    | 26 janvier 1946 | Lansdowne Road, Dublin | Irlande – France | 3 – 4 | Test match  |

### Mars
| No | Date         | Lieu            | Match                     | Score  | Compétition |
| -- | ------------ | --------------- | ------------------------- | ------ | ----------- |
|    | 10 mars 1946 | Colombes France | France – Nouvelle-Zélande | 9 – 14 | Test        |

Cette rencontre n'est pas considérée comme un test par la fédération néo-zélandaise. L'équipe néo-zélandaise, baptisée les Kiwis, est une sélection de joueurs appartenant à l'armée en Europe, dont la moitié seulement sont déjà des All Blacks ou vont le devenir, et qui joue trente-trois rencontres en 1945 et 1946. La Fédération française la considère comme un test, mais elle n'est pas toujours prise en compte dans les bilans.
Le 24 mars, le championnat de France de rugby à XV de première division 1945-1946 est remporté par la Section paloise qui bat le FC Lourdes en finale.

### Récapitulatifs des principaux vainqueurs de compétitions 1945-1946
- La Coupe de France de rugby à XV est remportée par le Stade toulousain qui bat la Section paloise en finale.

## Naissances
- 15 septembre : naissance d'Alain Estève, joueur de rugby à XV français.